# Bamble
Bamble là một đô thị ở hạt Telemark, Na Uy.
Bamble đã được lập thành một đô thị ngày 1 tháng 1 năm 1838 (xem:formannskapsdistrikt). Stathelle đã được tách ra từ Bamble năm 1851, nhưng lại được sáp nhập lại với Bamble vào ngày 1 tháng 1 năm 1964. Langesund cũng được sáp nhập với Bamble cùng ngày.

## Tên gọi
Dạng tên trong tiếng Na Uy Cổ làBamblar. Nghĩa của tên gọi không rõ lắm.
Cho đến năm 1918, tên này vẫn được viết là"Bamle".

## Huy hiệu
Huy hiệu được sử dụng thập kỷ trước (1986).